# لالوری
لالوری (به لاتین: Lalveri) یک کوه در روسیه و گرجستان است که در کاباردینو-بالکاریا واقع شده‌است. لالوری ۴٬۳۵۰ متر بالاتر از سطح دریا واقع شده‌است.